# Worldloppet
La Wordloppet est une fédération qui regroupe une série de courses de ski de fond longue distance (entre 42 et 90 km) à travers 20 pays dans le monde entier. Créée en 1978 à Uppsala en Suède avec 9 membres, cette organisation internationale vise à unir les marathons de ski dans les différents pays afin de les rendre plus visibles et plus populaires.
Les courses les plus récemment inscrites au programme, en 2014, sont le Fossavatn Ski Marathon en Islande, la Ushuaia Loppet en Argentine, la Merino Muster en Nouvelle-Zélande et la Vasaloppet China. Son étape française depuis 1981 est la Transjurassienne, autrefois traditionnellement longue de 76 km entre Lamoura et Mouthe, aujourd'hui raccourcie à 70 km en principe, quand les conditions d'enneigement le permettent. L'étape la plus longue, la plus ancienne et la plus emblématique est la Vasaloppet (course de Wasa) en Suède, qui existe depuis 1922. Quatre continents possèdent aujourd'hui au moins une étape de la Worldloppet.
Chaque année, environ 80 000 skieurs prennent part à l'une ou plusieurs de ces compétitions qui réunissent professionnels et amateurs. La majorité des courses se font en style classique mais certaines se font également en skating. Un classement FIS (Fédération Internationale de Ski), la Worldloppet Cup, fut établi chaque année entre 2000 et 2019 pour la course principale.
| Étape                              | 1ère édition | Membre depuis | Pays             | Lieux                 | Lieux             | Distances (**)    | Distances (**)  |
| Étape                              | 1ère édition | Membre depuis | Pays             | Départ                | Arrivée           | Style classique   | Style libre     |
| ---------------------------------- | ------------ | ------------- | ---------------- | --------------------- | ----------------- | ----------------- | --------------- |
| Vasaloppet                         | 1922         | 1978 (*)      | Suède            | Sälen                 | Mora              | 90 / 45 km        | 90 / 45 / 30 km |
| Birkebeinerrennet                  | 1932         | 1978 (*)      | Norvège          | Rena                  | Lillehammer       | 54 / 28 km        | 54 km           |
| König-Ludwig-Lauf                  | 1968         | 1978 (*)      | Allemagne        | Oberammergau          | Oberammergau      | 50 / 21 km        | 50 / 21 km      |
| Marathon de l'Engadine             | 1969         | 1978 (*)      | Suisse           | Maloja                | S-chanf           | −                 | 42 / 21 / 17 km |
| Dolomitenlauf                      | 1970         | 1978 (*)      | Autriche         | Obertilliach          | Obertilliach      | 42 / 21 km        | 42 / 21 km      |
| Marcialonga                        | 1971         | 1978 (*)      | Italie           | Moena                 | Cavalese          | 70 / 45 / 22 km   | −               |
| American Birkebeiner               | 1973         | 1978 (*)      | États-Unis       | Cable                 | Hayward           | 53 / 29 km        | 50 / 29 km      |
| Finlandia-hiihto                   | 1974         | 1978 (*)      | Finlande         | Lahti                 | Lahti             | 62 / 32 / 20 km   | 62 / 32 / 20 km |
| Gatineau Loppet                    | 1979         | 1978 (*)      | Canada           | Gatineau (Québec)     | Gatineau (Québec) | 50 / 27 km        | 50 / 27 km      |
| Transjurassienne                   | 1980         | 1981          | France           | Les Rousses / Lamoura | Mouthe            | 50 / 25 km        | 70 / 50 / 25 km |
| Sapporo International Ski Marathon | 1981         | 1985          | Japon            | Sapporo               | Sapporo           | −                 | 50 / 25 km      |
| Kangaroo Hoppet                    | 1991         | 1991          | Australie        | Falls Creek           | Falls Creek       | −                 | 42 / 21 km      |
| Tartu Maraton                      | 1960         | 1994          | Estonie          | Otepää                | Elva              | 63 / 31 km        | 31 km           |
| Jizerská padesátka                 | 1968         | 2000          | Tchéquie         | Bedřichov             | Bedřichov         | 50 / 25 km        | 30 km           |
| Bieg Piastów                       | 1976         | 2008          | Pologne          | Szklarska Poręba      | Szklarska Poręba  | 50 / 25 km        | 30 km           |
| Demino Ski Marathon (***)          | 2007         | 2012          | Russie           | Rybinsk               | Rybinsk           | 25 km             | 50 km           |
| Fossavatn Ski Marathon             | 1935         | 2014          | Islande          | Ísafjörður            | Ísafjörður        | 50 / 25 / 12,5 km | 70 / 35 / 25 km |
| Ushuaia Loppet                     | 1986         | 2014          | Argentine        | Ushuaïa               | Ushuaïa           | 42 / 21 km        | −               |
| Merino Muster                      | 1995         | 2014          | Nouvelle-Zélande | Wanaka                | Wanaka            | −                 | 42 / 21 km      |
| Vasaloppet China                   | 2003         | 2014          | Chine            | Changchun             | Changchun         | 50 / 25 km        | −               |

(*) Membre fondateur de la fédération Worldloppet.
(**) en gras: course principale ou distance comptant pour le titre de Master Worldloppet en or. Les autres distances indiquées comptent pour le titre de Master Worldloppet en argent.
(***) Depuis 2023, en raison de l'invasion de l'Ukraine par la Russie et jusqu'à nouvel ordre, le Demino Ski Marathon n'est plus membre de la fédération Worldloppet.